# 正實函數
正實函數（Positive-real functions）的縮寫是PR函數或是PRF，是在電路分析中會出現的一種數學函數。正實函數是複數函數Z(s)，其變數s也是複數。有理函數若在複平面的右半邊都有正的實部，且可解析，在實軸上都為實數，就是正實函數。
其定義可以表示為下式：
{\displaystyle {\begin{aligned}&\Re [Z(s)]>0\quad {\text{if}}\quad \Re (s)>0\\&\Im [Z(s)]=0\quad {\text{if}}\quad \Im (s)=0\end{aligned}}}
在電路分析中Z(s)表示阻抗，而s為S平面變數，也常用其實部及虛部表示：
{\displaystyle s=\sigma +i\omega \,\!}
則正實函數的定義會改為下式：
{\displaystyle {\begin{aligned}&\Re [Z(s)]>0\quad {\text{if}}\quad \sigma >0\\&\Im [Z(s)]=0\quad {\text{if}}\quad \omega =0\end{aligned}}}
正實函數在電路分析的重要性在於正實函數的條件也就是電路可實現性的條件。Z(s)可實現為單埠有理阻抗若且唯若其符合正實函數的條件。此情形下的可實現表示可以用有限個分立理想的被動線性元件（以電路來說就是電阻器、电感元件、电容器）來實現。

## 定義
「正實函數」最早是由Otto Brune所定義，描述符合以下條件的函數Z(s) ：
- 是有理函數（二個多項式的商）
- s為實數時，函數有實數值。
- s的實部為正時，函數的實數也為正值。

許多作者嚴格依照上述定義，包括明確要求是有理函數。不過Cauer之前就有提出類似，但要求較寬的條件，也有些作者將「正實函數」的定義認為是Cauer提出的這一種，其他作者則認為Cauer的定義是基本定義的擴展版本。

## 歷史
正實函數的條件最早是由Wilhelm Cauer(1926)提出，他確定了這些是必要條件。
Otto Brune(1931)開始使用「正實」（positive-real）一詞，並且證明是可實現的充份條件及必要條件。

## 性質
- 二個正實函數的和也是正實函數
- 由二個正實函數組合成的复合函数也是正實函數。若Z(s)是正實函數，則1/Z(s)和 Z(1/s)也是正實函數。
- 正實函數的所有极点和零点都在左半平面，或是在虛軸的邊界上。
- 虛軸上的所有极点和零点都是單純极点或零点（其重複度為1）
- 虛軸上的所有极点都有實數且嚴格為正的留数，虛軸上的所有零点，都有實數且嚴格為正的導數。
- 在右半平面，正實函數實部的最小值出現在虛軸（因為解析函數的實部會形成平面上的调和函数，因此會滿足最大原則（英语：Maximum principle）。
- 針對有理的正實函數，其极点和零点的數量最多只差一。

## 擴展版本
正實函數有許多的擴展版本，希望用導抗函數來處理更大範圍的被動線性電路。

### 無理函數
若是由包括無限個數的元件形成的電路（例如半無限階的階梯網路），其阻抗Z(s)不一定會是s的有限函數，而在負的實s軸也會有分支點。為了正實函數的定義可以適應這類的函數，需要放寬正實函數的要求，從所有的實數s下，函數都要是實數，變成只要在正實數s下，函數都要是實數即可。可能是無理函數的Z(s)是正實函數若且唯且
- Z(s) 在右半s平面解析（Re[s] > 0）
- 當s為正實數時，Z(s)為實數
- 當Re[s] ≥ 0時，Re[Z(s)] ≥ 0

有些作者由這個較寬的定義開始，將有理函數的情形視為特例。

### 矩陣值函數
超過一個埠的線性電路可以用阻抗參數或導納參數來描述。透過延伸到矩陣函數的正實函數定義，可以區分那些是可以由被動元件實現的電路。矩陣值函數（可能是無理函數）Z(s)是正實函數的充份必要條件是
- Z(s)中的每一個元素在右半s平面（Re[s] > 0（開區間內可解析。
- 若s為正實數時，Z(s)的每一個元素都是實數。
- 若Re[s] ≥ 0時，Z(s)的埃尔米特部份為正定矩阵。